# Skrzyszów (Klein-Polen)
Skrzyszów is een dorp in het Poolse woiwodschap Klein-Polen, in het district Tarnowski. De plaats maakt deel uit van de gemeente Skrzyszów en telt 3300 inwoners.

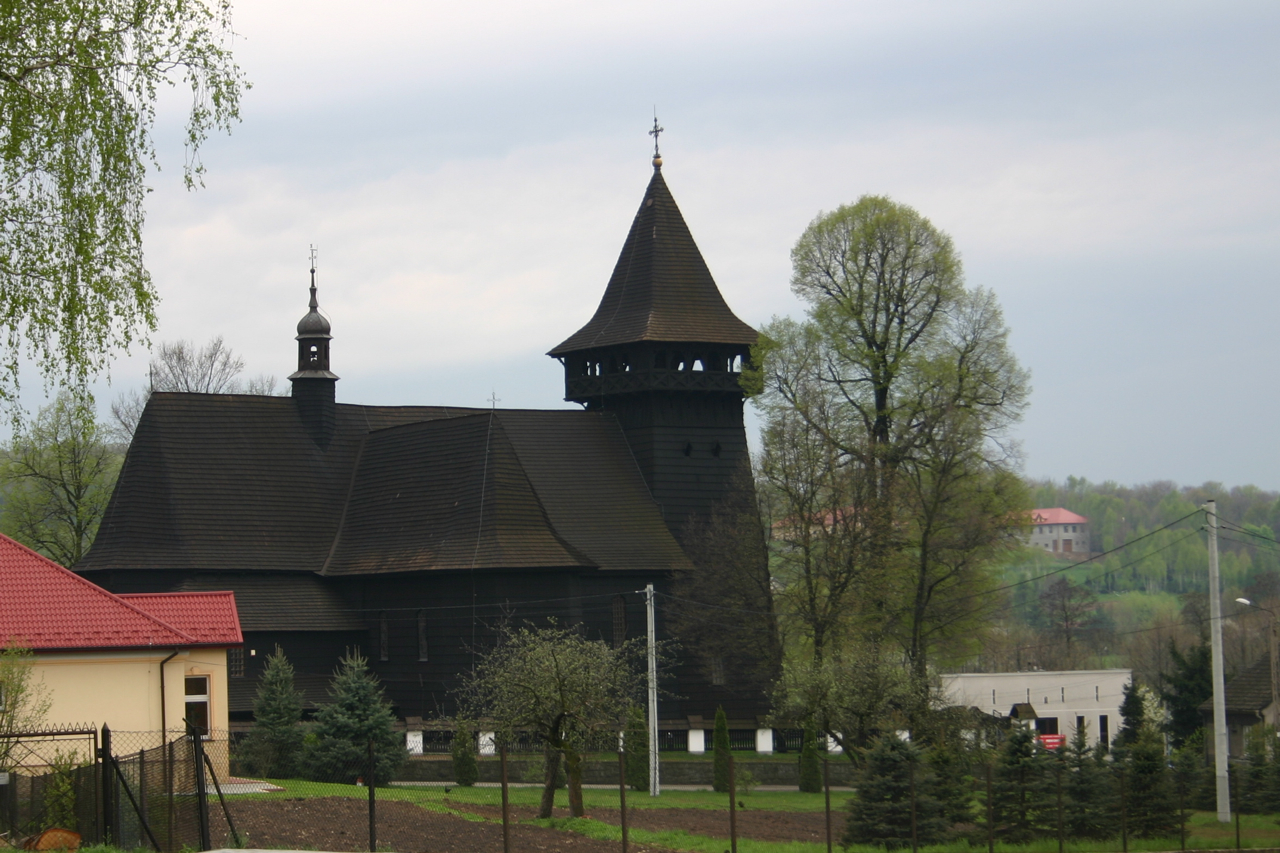